# Conus regonae
Conus regonae is een in zee levende slakkensoort uit het geslacht Conus. De slak behoort tot de familie Conidae. Conus regonae werd in 1990 beschreven door Rolán & Trovão in Rolán. Net zoals alle soorten binnen het geslacht Conus zijn deze slakken roofzuchtig en giftig. Zij bezitten een harpoenachtige structuur waarmee ze hun prooi kunnen steken en verlammen.